# Turbine bianco
Turbine bianco (One in a Million) è un film del 1936 diretto da Sidney Lanfield.
È una commedia musicale a sfondo romantico statunitense con Sonja Henie, Adolphe Menjou, Jean Hersholt e Don Ameche. È il primo film della Henie, vincitrice di diverse medaglie d'oro alle Olimpiadi nel pattinaggio di figura. Jack Haskell ottenne una nomination per gli Oscar alla migliore coreografia del 1937.

## Produzione
Il film, diretto da Sidney Lanfield su una sceneggiatura di Leonard Praskins, Mark Kelly, Eddie Cherkose, Lester Lee, Samuel Pokrass e Harold Rome con il soggetto di Praskins e Kelly, fu prodotto da Raymond Griffith e Ben Silvey per la Twentieth Century Fox Film Corporation e girato nei 20th Century Fox Studios a Century City, Los Angeles, in California.

## Colonna sonora
- One in a Million (1936) - parole di Sidney D. Mitchell, musica di Lew Pollack, cantata da Leah Ray
- We're Back in Circulation Again (1936) - parole di Sidney D. Mitchell, musica di Lew Pollack, cantata da Leah Ray, Adolphe Menjou, Arline Judge
- Horror Boys of Hollywood (1936) - scritta da Harold Rome e Lester Lee, cantata da Harry Ritz, Al Ritz e Jimmy Ritz
- Who's Afraid of the Big Bad Wolf - scritta da Frank Churchill e Ann Ronell
- Who's Afraid of Love? (1936) - parole di Sidney D. Mitchell, musica di Lew Pollack, cantata da Leah Ray e Don Ameche
- The Moonlit Waltz (1936) - parole di Sidney D. Mitchell, musica di Lew Pollack
- Lovely Lady in White (1936) - parole di Sidney D. Mitchell, musica di Lew Pollack
- Chloe (1927) - musica di Neil Moret, parole di Gus Kahn
- (I Wish I Was in) Dixie's Land (1860) - scritta da Daniel Decatur Emmett
- Old Folks at Home (Swanee River) (1851) - scritta da Stephen Foster
- My Old Kentucky Home, Good Night (1853) - scritta da Stephen Foster
- Bolero - musica di Maurice Ravel
- Roses From the South - musica di Johann Strauss
- La Marseillaise (1792) - scritta da Claude Joseph Rouget de Lisle
- Swiss National Anthem (1841) - scritta da Alberik Zwyssig
- Toreador Song da Carmen - musica di Georges Bizet
- Can Can da Orpheus in the Underworld - musica di Jacques Offenbach[5]

## Distribuzione
Il film fu distribuito con il titolo One in a Million negli Stati Uniti dal 1º gennaio 1937 (première a New York il 31 dicembre 1936) al cinema dalla Twentieth Century Fox Film Corporation.
Altre distribuzioni:
- in Finlandia il 14 marzo 1937 (Jääprinsessa)
- in Danimarca il 15 marzo 1937 (Isens dronning)
- in Francia il 19 marzo 1937 (Tourbillon blanc)
- in Portogallo il 12 ottobre 1937 (Rainha do Patim)
- in Belgio (Tourbillon blanc)
- in Brasile (A Rainha do Patim)
- in Austria (Die Eisprinzessin)
- in Grecia (Lefki vasilissa)
- in Italia (Turbine bianco)